# ホセ・ボニージャ
ホセ・ボニージャ（Jose Bonilla、1967年11月19日 - 2002年6月14日）は、ベネズエラ出身のプロボクサー。元WBA世界フライ級王者。

## 来歴
1990年3月10日、ベネズエラでプロデビュー。
1992年11月20日、13戦目でベネズエラ・フライ級王座を獲得。翌1993年4月17日にはWBAラテンアメリカ・フライ級王座を獲得。同年11月、WBAラテンアメリカ王座3度目の防衛戦で元WBA世界フライ級王者でもある同国人ヘスス・ロハスに11回TKO負け。王座から陥落、同時にプロ初黒星を喫した。
1996年6月15日、ベネズエラ・ライトフライ級王座を獲得。国内王座2階級制覇を達成し、10月14日には初防衛に成功した。
1996年11月24日、世界初挑戦。敵地・タイでWBA世界フライ級王者セーン・ソー・プルンチット（タイ）に挑み、12回判定勝ち。25戦目にして世界王者となった。1997年2月25日の初防衛戦で初来日。大阪で元世界2階級王者井岡弘樹の挑戦を受け、7回TKO勝ち。同年11月22日には3度目の防衛戦で再び大阪のリングに登場。井岡の後輩にあたる元WBA世界ライトフライ級王者山口圭司に6回TKO勝ちを収めた。
1998年5月29日、4度目の防衛戦でウーゴ・ソト（アルゼンチン）に12回判定負けを喫し世界王座から陥落した。
1999年10月9日、WBAラテンアメリカ・スーパーフライ級王座を獲得したのを最後に現役を引退。
2002年6月14日、母国ベネズエラの首都カラカスで喘息による発作のため死去した。34歳没。

## 獲得タイトル
- WBA世界フライ級王座（防衛3度）